# Metagonia conica
Metagonia conica är en spindelart som först beskrevs av Simon 1893.  Metagonia conica ingår i släktet Metagonia och familjen dallerspindlar.
Artens utbredningsområde är Venezuela. Inga underarter finns listade i Catalogue of Life.